# Westfield Parkway
Westfield Parkway, anteriormente conocido como Parkway Plaza, es un centro comercial en El Cajón, California, operado por The Westfield Group. Sus tiendas anclas son JCPenney, Mervyn's, Macy's, Sears y Wal-Mart. La tienda Robinsons-May cambió de nombre a Macy's el 9 de septiembre de 2006.
Westfield America, Inc., un precursor de The Westfield Group adquirió el centro comercial en 1998, y le cambió el nombre a «Westfield Shoppingtown Parkway», quitándole el nombre de «Shoppingtown» en junio de 2005. 

## Tiendas anclas
- JCPenney (153 047 pies cuadrados)
- Macy's (115 612 pies cuadrados)
- Mervyn's (82 059 pies cuadrados)
- Regal Cinemas 18 (85 000 pies cuadrados)
- Sears (255 622 pies cuadrados)
- Wal-Mart (160 000 pies cuadrados)